# Rookoven

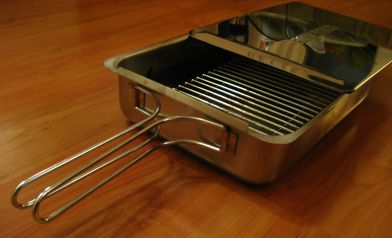
Een rookoven voor thuisgebruik

Een rookoven is een oven speciaal geschikt voor het roken van voedingsmiddelen. Een rookoven bestaat in verschillende formaten. Zo bestaan er industriële rookovens, rookovens in de vorm van kasten (bekend van het paling roken) en kleine rookovens voor thuisgebruik.
Het principe van een rookoven is dat houtmot (houtsnippers) in de oven gaat smeulen. Dit gebeurt als er weinig zuurstof  aanwezig is. Er ontstaat rook, deze zorgt voor conservering en een specifieke smaak.
Kleine rookovens voor thuisgebruik zien eruit als een afgesloten braadslee en kennen een externe warmtebron zoals het gasfornuis.